# Pedro Andrade (cyclisme)
Pour les articles homonymes, voir Andrade.
Silva Andrade est un nom portugais ; le premier nom de famille (d'usage facultatif) est Silva et le second est Andrade.
Pedro Joaquim Silva Andrade (né le 31 mai 2000 à Santa Maria da Feira) est un coureur cycliste portugais.

## Palmarès et résultats

### Palmarès par année
- 2018
  -  Champion du Portugal sur route juniors
- 2019
  - 4e étape du Grand Prix Abimota
- 2020
  - 3e du championnat du Portugal du contre-la-montre espoirs
- 2021
  -  Champion du Portugal sur route espoirs
  - 3e de la Clássica Viana do Castelo
- 2022
  -  Champion du Portugal du contre-la-montre espoirs

### Classements mondiaux
| Année                                 | 2019  | 2020  | 2021  | 2022 | 2023  |
| ------------------------------------- | ----- | ----- | ----- | ---- | ----- |
| Classement mondial                    | 2945e | 1083e | 1015e | nc   | 2943e |
| UCI Europe Tour                       | 1815e | 840e  | 754e  | nc   | nc    |
|                                       |       |       |       |      |       |
| Légende : nc = non classéSource : UCI |       |       |       |      |       |